# Hercegowina

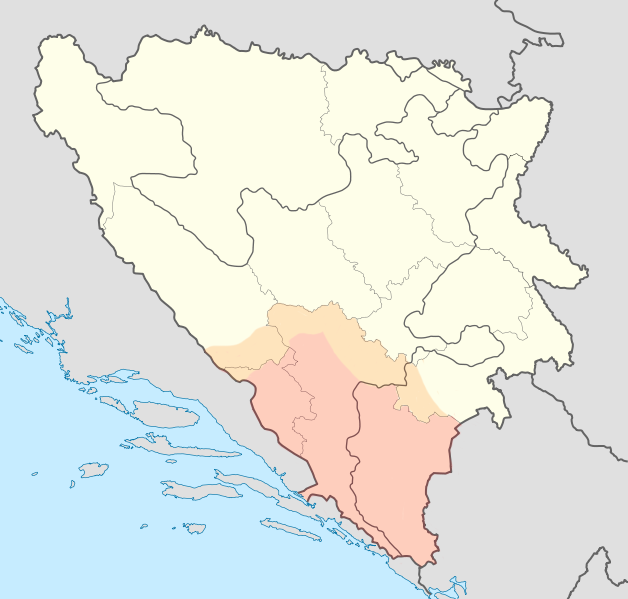
Położenie Hercegowiny w obrębie państwa Bośnia i Hercegowina, z uwzględnieniem różnic w zakresie granic regionu

Hercegowina (serb.-chorw. Hercegovina/Херцеговина) – region geograficzno-historyczny w Alpach Dynarskich, obejmujący południową część państwa Bośnia i Hercegowina. 
W trakcie rozgrywek dyplomatycznych wielkich mocarstw na przełomie XIX i XX wieku nazwa regionu wraz z terminem Bośnia utrwaliła się jako określenie terytorium dawnego osmańskiego wilajetu bośniackiego w znanej dziś postaci – „Bośnia i Hercegowina”.

## Nazwa
Nazwa krainy wywodzi się od zaczerpniętego z języka niemieckiego słowa herzog – książę, którego jako tytułu używał Vladislav Hercegović, władca średniowiecznego Księstwa świętego Sawy (w serbochorwackim Hercegovina Svetog Save obok Војводство Светог Саве).

## Geografia
Granice regionu nie są jasno określone, tym samym podawana powierzchnia waha się znacznie w zależności od źródła – od 11 500 km², tj. ok. 23% powierzchni państwa bośniackiego – do ok. 12 300 km², tj. 25% kraju. 
Obszar Hercegowiny jest wyżynny, nie licząc doliny rzeki Neretwy. Największym miastem jest Mostar. Innymi dużymi miastami są Trebinje, Konjic i Čapljina.

## Ludność
Według spisu ludności z roku 1991, ostatniego sprzed wojny w Bośni, która skutkowała licznymi czystkami etnicznymi i przemieszczeniami ludności, Hercegowina liczyła 437 095 mieszkańców. 27,2% deklarowało się jako Chorwaci, 25,8% – Boszniacy, 21,3% – Serbowie, 21,3% – Jugosłowianie. Pozostałe 1,4% nie podało swojej narodowości.
- Chorwaci głównie zamieszkiwali obszar przy granicy chorwackiej wokół Mostaru, Ljubuški, Širokiego Brijegu, Čitluku, Grude, Posušji, Čapljiny, Neum, Stolacu, Livna, Ravna, Tomislavgradu oraz Prozor-Rama,
- Boszniacy żyją głównie w dolinie Neretwy, tj. Mostarze, Konjicia i Jablanicy, a także w znaczących grupach w Stolacu, Čapljinie i Prozor-Rama, nieliczni także wokół Nevesinji, Gacka i Trebinji,
- Serbowie przeważają we wschodniej Hercegowinie w miejscowościach jak Berković, Bilećy, Gacka, Istočnego Mostaru, Ljubinji, Nevesinji czy Trebinji.